# Evi Maltagliati
Evi Maltagliati, née le 11 août 1908 à Florence, et morte à Rome le 27 avril 1986, est une actrice italienne.

## Filmographie partielle
- 1936 : Les Deux Sergents (I due sergenti) d'Enrico Guazzoni
- 1938 Inventiamo l'amore de Camillo Mastrocinque
- 1938 : Jeanne Doré de Mario Bonnard
- 1942 : Aldebaran (film) d'Alessandro Blasetti
- 1942 : Oui madame (Sissignora), de Ferdinando Maria Poggioli : Mme Valdata
- 1947 : Daniele Cortis de Mario Soldati
- 1952 : La voce del sangue, de Pino Mercanti :  Giulia Scala
- 1953 : Les Vaincus (I vinti), de Michelangelo Antonioni : la mère de Claudio
- 1956 : Femmes seules (Donne sole) de Vittorio Sala : Pressenda
- 1959 : Le Maître de forges (Il padrone delle ferriere), d'Anton Giulio Majano : Marquise de Beaulieu
- 1960 : Le Séducteur (Il peccato degli anni verdi), de Leopoldo Trieste : la mère de Paolo Donati
- 1962 : Vénus impériale, de Jean Delannoy : Madame Adelaide
- 1962 : La Nonne de Monza (La monaca di Monza) de Carmine Gallone : abbesse Imbersego
- 1965 : Rome en flammes (L'incendio di Roma), de Guido Malatesta : Livia Augusta, la mère de Marcus
- 1967 : Jeux d'adultes (Il padre di famiglia), de Nanni Loy : Luisa
- 1969 : Casanova, un adolescent à Venise (Infanzia, vocazione e prime esperienze di Giacomo Casanova Veneziano), de Luigi Comencini : Serpieri
- 1971 : Scandale à Rome (Roma bene), de Carlo Lizzani : la mère d'Elena
- 1972 : Un amour insolite (Questa specie d'amore), d'Alberto Bevilacqua : la mère de Federico
- 1973 : L'Affaire Dominici, de Claude Bernard-Aubert : Marie Dominici dite « La Sardine »